# Netelia rugosa
Netelia rugosa là một loài tò vò trong họ Ichneumonidae.